# 植芝吉祥丸
植芝吉祥丸（うえしば きっしょうまる，1921年6月27日—1999年1月4日）是日本合氣道的開祖植芝盛平之子，也是合氣道的二代道主。

## 生平
植芝吉祥丸生於日本京都是植芝盛平的第三個兒子。15歲的時候就開始追隨父親學習合氣道，之後進入早稻田大學，最後畢業於經濟學系。
之後他的父親將植芝吉祥丸送至東京新宿，主持當地的支部道場。在第二次世界大戰期間，植芝吉祥丸為了避免道場被轟炸，不斷的在奔走。戰爭結束之後，在植芝吉祥丸的監工之下，建設一幢位於東京的合氣道本部道場。
1969年，植芝盛平去世之後，植芝吉祥丸接任成為合氣道第二代道主。1999年植芝吉祥丸因呼吸衰竭而過世，终年77岁，之後他的兒子植芝守央繼任道主。

## 外部連結
- 合氣道 （页面存档备份，存于）
- 美國合氣道 （页面存档备份，存于）
- 植芝合氣道學院  （页面存档备份，存于）